# Sultanhanı (district)
Sultanhanı is een Turks district en een stad in de provincie Aksaray. Sultanhanı had tot 2017 de status van "belde" van Aksaray, maar werd in 2017 officieel uitgeroepen als district. Het district had in 2021 een bevolking van 11.630 personen en bestond uit twee nederzettingen: de stad Sultanhanı en het dorp Yeşiltömek.
De bevolkingsontwikkeling van het district is weergegeven in onderstaande tabel.
| Jaar      | Bevolking | Sultanhanı | Yeşiltömek |
| --------- | --------- | ---------- | ---------- |
| 2021      | 11.630    | 10.958     | 672        |
| \| 11.374 | 10.690    | 684        |            |
| 2019      | 11.147    | 10.477     | 670        |
| 2018      | 10.884    | 10.208     | 676        |
| 2017      | 10.557    | 9.918      | 639        |
| 2010      |           |            | 690        |
| 2007      |           |            | 792        |
| 2000      |           |            | 781        |
| 1990      |           |            | 632        |
| 1985      |           |            | 577        |

In het district wonen uitsluitend etnische Turken. 
Ağaçören · Aksaray · Eskil · Gülağaç · Güzelyurt · Ortaköy · Sarıyahşi